# Lighthouse Wien
Lighthouse Wien je nesubvencovaný projekt ubytování pro drogově zavislé lidi původně bez přístřeší, s HIV/AIDS, Hepatitis a/nebo psychickými onemocněními.

## Založení

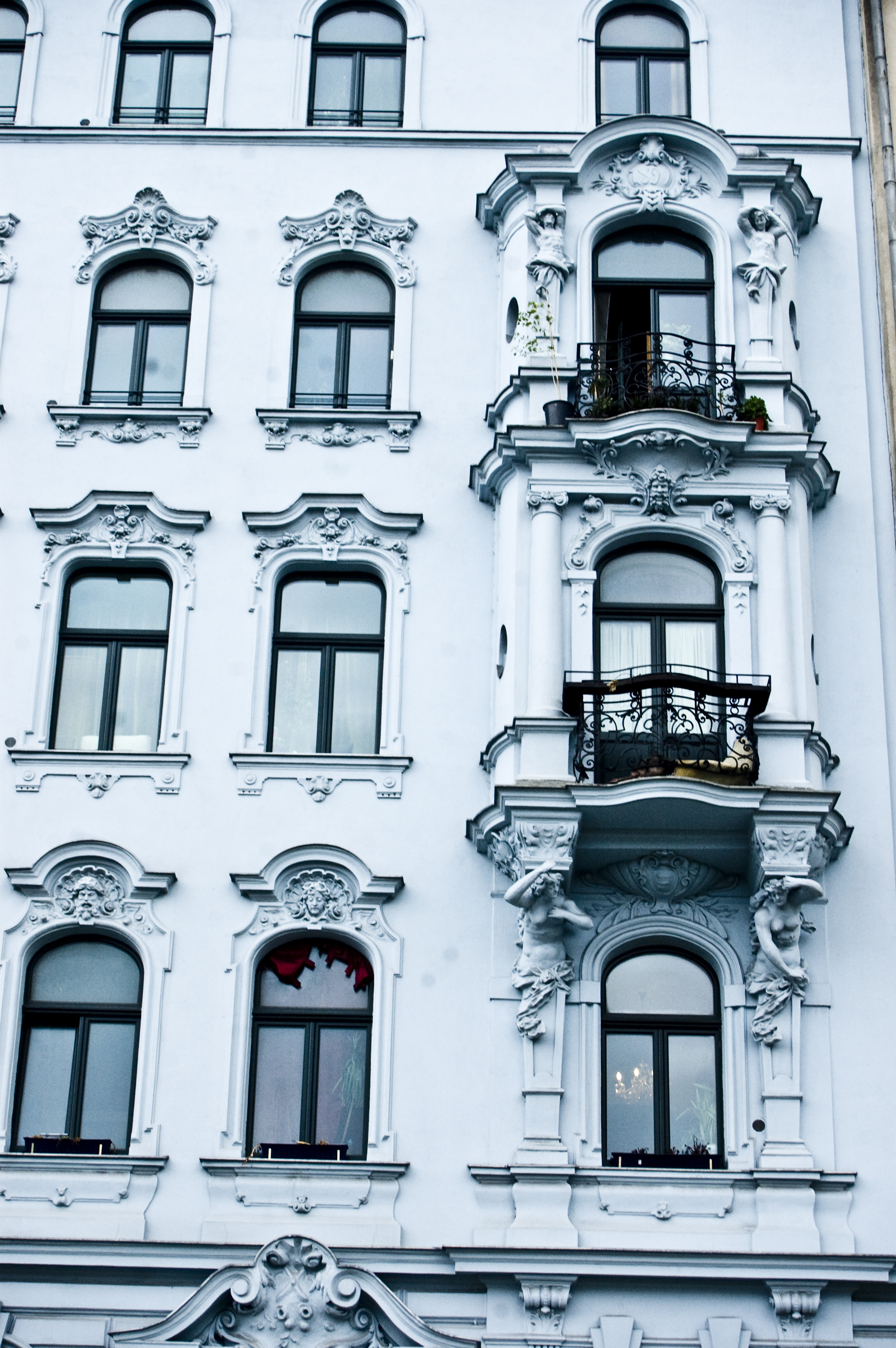
Fasáda domu Lighthouse ve Vídni, Dampfschiffstrasse 8

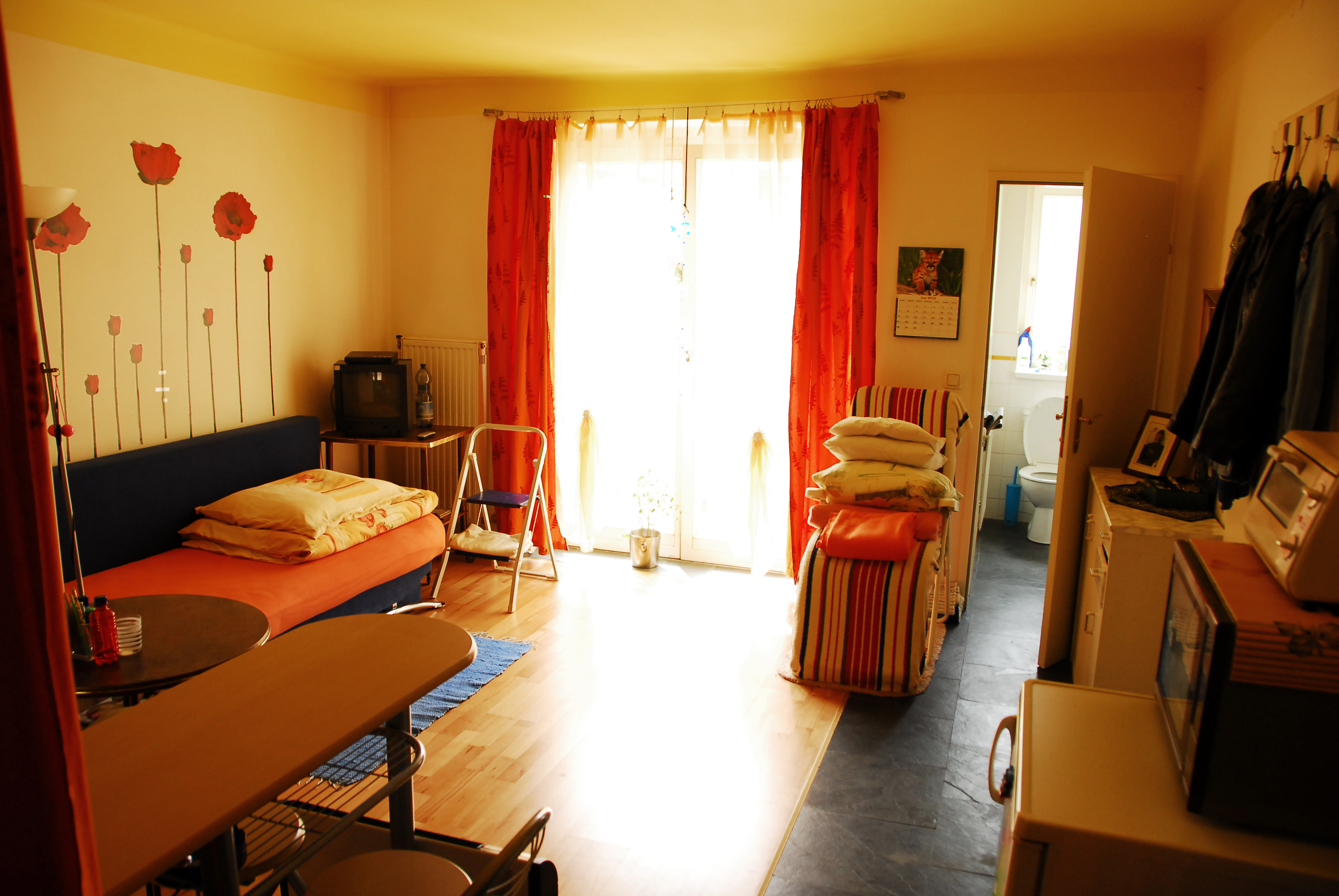
Pohled do jednoho bytu

Založení projektu vychází z myšlenky Bernharda Dursta z let 1990, která byla do značné míry podpořena Günterem Tolarem, vídeňským AIDS-pastorem P. Clemensem Krizem OSST a výborem dalších prominentů. Podle vzoru projektů Lighthouse v Hamburku, Basileji a Curychu mělo také ve Vídni dojít k založení domu pro lidi s HIV. Bernhard Durst zemřel v březnu 1995 a uskutečnění se tak nedožil.
K založení prvních sdílených bytů ve vídeňské Löwengasse došlo – skrze Friederiku Bacu, Chistiana Michelidese, Herberta Rausche a sdružení Menschen und Aids (Club Plus) – pod názvem Dach überm Kopf (Střecha nad hlavou) v březnu 2000. Úpravy těchto bytů do velké míry podpořila Burgl Helbich-Poschacher ze služby AIDS Maltézského řádu.
V květnu 2001 byl Lighthouse v Dampfschiffstrasse 8 ve třetím vídeňském okresku pronajat a společně s pomocnicí uprchlíkům Ute Bock provozován. Dům byl zásadně zrenovován a přestavěn podle potřeb obyvatel. První byt, stejně jako později celý dům a další společné byty, které se nacházejí mimo tento dům, byly posvěceny vídeňským kardinálem Christopherem Schönbornem.

## Sdružení
Sdružení bylo založeno v roce 2003 a je vedeno čtyřčlenným čestným předsednictvem. Zakládající předsedkyní byla Friederike Baca, po ní následoval v roce 2005 Andreas Hofman jako předseda a v roce 2008 Herbert Rausch. Ředitelem je od založení psychoterapeut Chistian Michelides. Multidisciplinární tým zahrnuje diplomované drogové pracovníky, životní poradce a psychoterapeuty, jednoho mediátora, jednoho lékaře, jednu sociální pracovnici a jednu zdravotní sestru, pracovníky v civilní službě, praktikanty, úklidové síly a správce domu.
Lighthouse je národně i mezinárodně dobře propojen, úzce spolupracuje např. s nedalekou lékárnou, HIV odděleními v hlavních vídeňských nemocnicích, domácí pečovatelskou službou DCW a dalšími.

## Ošetřovatelská péče
Téměř všichni obyvatelé a obyvatelky projektu Lighthouse trpí následky těžkých traumat v důsledku násilí, zneužití, či rozvracené rodiny v dětství, ale také traumat skrze dlouholeté bezdomovectví, uvěznění a prostituci. Cílem ošetřovatelské péče je proto v první řadě zajištění přežití a dále pak ukončení kriminální činnosti a prostituce.
Ošetřovatelská péče v projektu Lighthouse zahrnuje celé spektrum Sociální práce, psychosociální péče, právního poradenství, stejně jako medicínského a pečovatelského zaopatření. Bezprostředně po nastěhování je přezkoumáno, zdali není nástup do substituční léčby potřebný.
Ošetřovatelská péče se řídí dvanácterem přikázání vypracovaným týmem Lighthouse:
1. Denní psychosociální péče na přepážce (takzvaný counter)
2. Poučení o hygieně a boji s parazity a obtížným hmyzem.
3. Podpora ve vedení domácnosti, včetně rozpočtu.
4. Vyřizování úřední pošty a opatření dokumentů
5. Správa peněz a vedení účtu
6. Žádosti o penzi a příspěvků na péči
7. Zajištění mobility
8. Pomoc při trestním stíhání a u soudu
9. Zapojení rodiny a vyřízení alimentů
10. Pojistné krytí, lékařská a ošetřovatelská péče, léky[3]
11. Klinicko-psychologické přezkoumání a poradenství
12. Psychoterapie[4]

Na jaře 2024 žilo v Lighthouseu 43 lidí kdysi bez přístřeší.

## Ocenění
- Finalista World Habitat Award 2006[5]